# Курдюков, Александр Иванович
Алекса́ндр Ива́нович Курдюко́в (13 [25] сентября 1897, с. Инсар, Пензенская губерния — 5 марта 1959, Ленинград) — советский инженер-контр-адмирал (31.3.1944).

## Биография
В службе с 1915 года. Гардемарин. С марта 1915 года по ноябрь 1918 года учился в Морском инженерном училище.
С 1918 года служил в Военно-Морском флоте. С ноября 1918 года по июнь 1919 года — техник Окского бассейна в Рязани, затем с июля 1919 по сентябрь 1920 — начальник технической части Главного управления службы связи Волжско-Каспийской военной флотилии.
С сентября 1920 по ноябрь 1923 года учился в Соединенных классов комсостава ВМС РККА (механический отдел) и одновременно на машиностроительном факультете Военно-морской академии. С ноября 1923 по апрель 1927 года служил старшим инженер-механиком подводной лодки «Коммунар». С апреля 1927 года по май 1929 года  на ПЛ «Декабрист». В 1925 году вступил в члены РКП (б).
С апреля 1929 по ноябрь 1930 был начальником плавмастерских. Затем до февраля 1936 года работал техническим директором Морского завода. С февраля 1936 по февраль 1938 года — начальник отдела производственных предприятий Главвоенпорта КБФ.
Репрессирован в феврале 1938 года. Восстановлен в кадрах ВМФ в июле 1940 года. В Великую Отечественную войну вступил в должности начальника отделения технического отдела СФ.
С июня 1941 по декабрь 1943 года — заместитель начальника технического отдела. Затем, до мая 1944 года — заместитель начальника тыла флота по вооружению.
Из боевой характеристики: «Много приложил сил и энергии к сокращению сроков ремонта кораблей и вспомогательных судов СФ, улучшению качества ремонта, налаживанию и освоению на местных предприятиях выпуска новой, необходимой для действующего флота и фронта продукции, материально-техническому обеспечению флота и производственных предприятий, рассредоточению и сбережению от воздействия противника материальных ценностей судоремонтных предприятий и складов, рациональному использованию производственных емкостей и изысканию резервов… по обеспечению боевой деятельности СФ».
С мая 1944 начальник Управления вещевого и шхиперско-хозяйственного снабжения ВМФ.
Из наградного листа на орден Нахимова II степени: «Опытный и требовательный руководитель. Приняв Управление вещевого и шхиперско-хозяйственного снабжения ВМФ после службы его на действующем Северном флоте, правильно нацеливал весь аппарат на выполнение поставленных задач по обеспечению ВМФ. В результате твердого и умелого руководства в сложных условиях работы промышленности и транспорта обеспечил снабжение кораблей и частей всеми видами вещевого и шхиперско-хозяйственного довольствия».
После окончания войны служил в прежней должности. С мая 1946 по март 1950 — начальник Управления шхиперского снабжения. Затем, до января 1952 года — начальник Управления судоремонтных предприятий и доков. После чего, до апреля 1952 года — начальник Управления судоремонта; до мая 1952 года — в распоряжении УК; до марта 1955 — уполномоченный КПА Управления судоремонта ВМС, ТУ (3.1955-1.1958) ВМФ в Ленинграде. С января 1958 в запасе.
Похоронен на Серафимовском кладбище.

## Награды
- Орден Ленина[3] (1945),
- 2 ордена Красного Знамени[3] (1944, 1950),
- орден Нахимова 2 степени (1945),
- орден Отечественной войны 1 степени[3] (1944),
- орден Красной Звезды[3] (1942),
- медаль «За оборону Заполярья»[3],
- медали, именное оружие (1957)[3].